# جيمس ووكر (سياسي كندي)
جيمس ووكر هو قاضي وسياسي كندي، ولد في 1756، وتوفي في 31 يناير 1800. انتخب Member of the  Legislative Assembly of Lower Canada ‏ (1792 – 1796).